# Monumentul Eroilor din Hălmagiu
Monumentul Eroilor neamului este un monument istoric aflat pe teritoriul satului Hălmagiu (comuna Hălmagiu, județul Arad).

## Istoric și trăsături
Ridicarea monumentului a fost inițiată de Societatea Cultul Eroilor din Arad, condusă de episcopul Grigorie Comșa. Este opera arhitectului Silvestru Rafiroiu din Brad, fiind realizat din granit și calcar.
Monumentul este alcătuit dintr-un soclu patrulater masiv din granit, ornat în relief cu denticuli, coloane, cornișe, palmete, volute peste care au fost așezate un relief cu însemne militare (sabie, cască metalică, steag de luptă) și o cruce latină (2,60 m) cu motive vegetale și geometrice.
Crucea, confecționată din calcar, s-a degradat în timp, astfel că în 2001 a fost înlocuită de sculptorul arădean Dumitru Paina cu o replică realizată din calcar de Podeni, fiind respectate, forma, dimensiunile și ornamentele vechi.
Textele de pe cele două fațade: „1916 / Au luptat / și au murit / pentru moșie / și Domn / 1919” (fațada principală) și: „Spre mărirea lui Dumnezeu și pomenirea / Martirilor luptei de dezrobire dusă de Horea, / Cloșca, Crișan, la 1784 și de către Avram / Iancu la 1848 / În amintirea gardiștilor morți pentru apărarea / acestui ținut în zilele de 14-16 februarie 1919 / Și pentru veșnica pomenire a Eroilor că- / zuți în marea orfensivă pornită din Hălmagiu în / 16 aprilie 1919, când Divizia 2 Vânători a glori- / oasei Armate Române și Regimentul de Volun- / tari “Horia” au luptat vitejește pentru înfăptuirea României Mari” (fațada secundară).
Monumentul a fost dezvelit în data de 10 septembrie 1933.

## Imagini

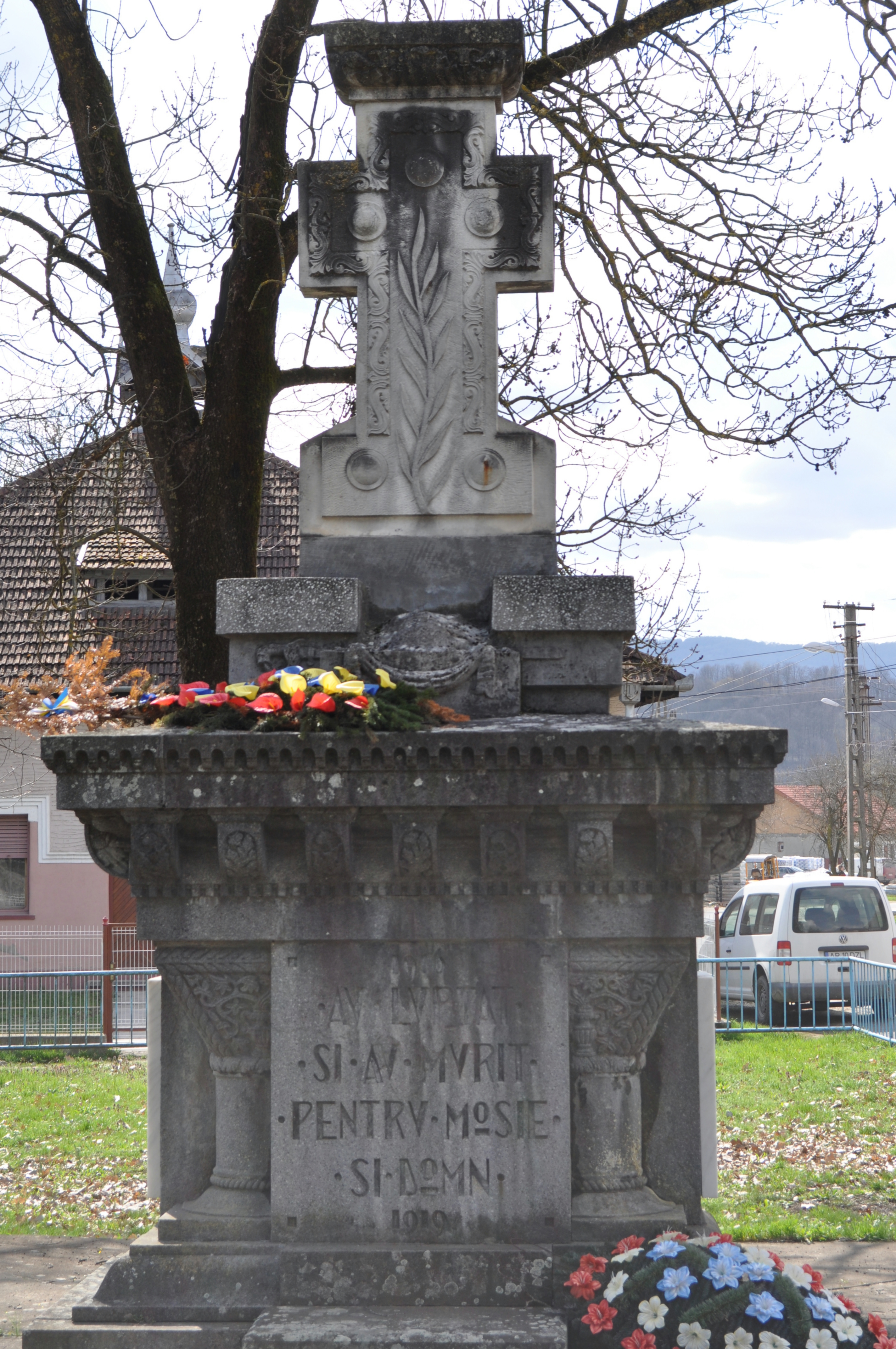
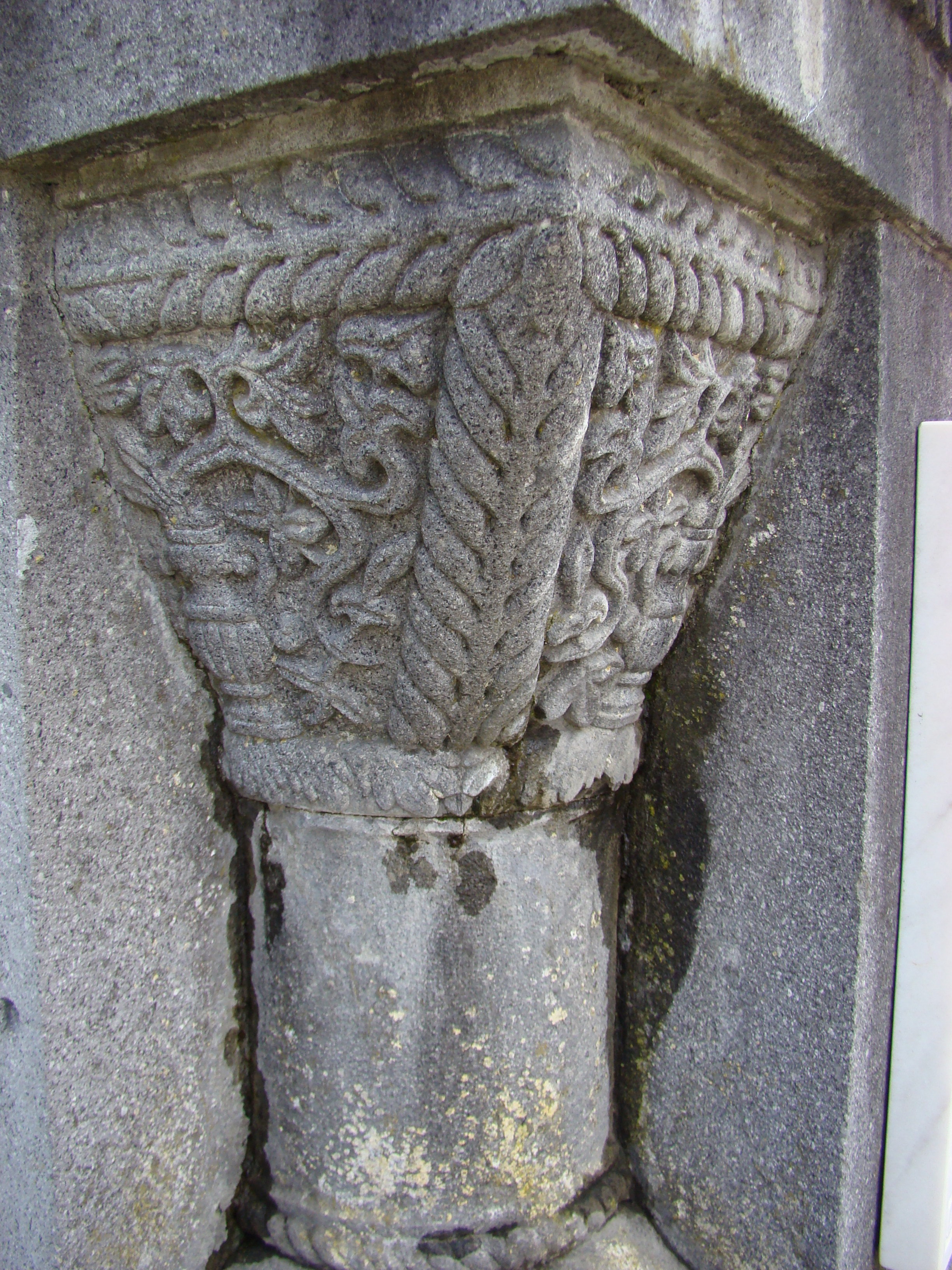
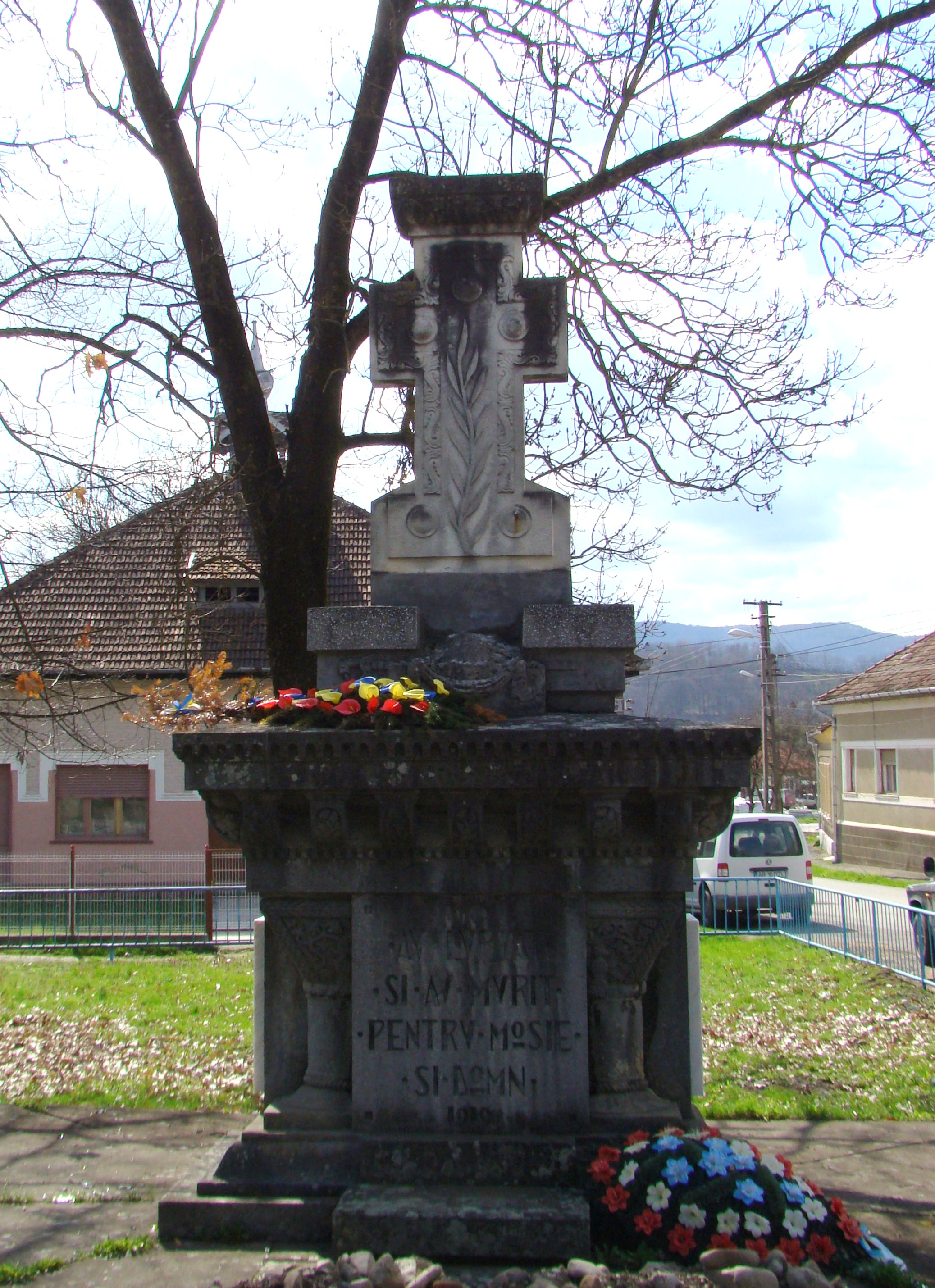
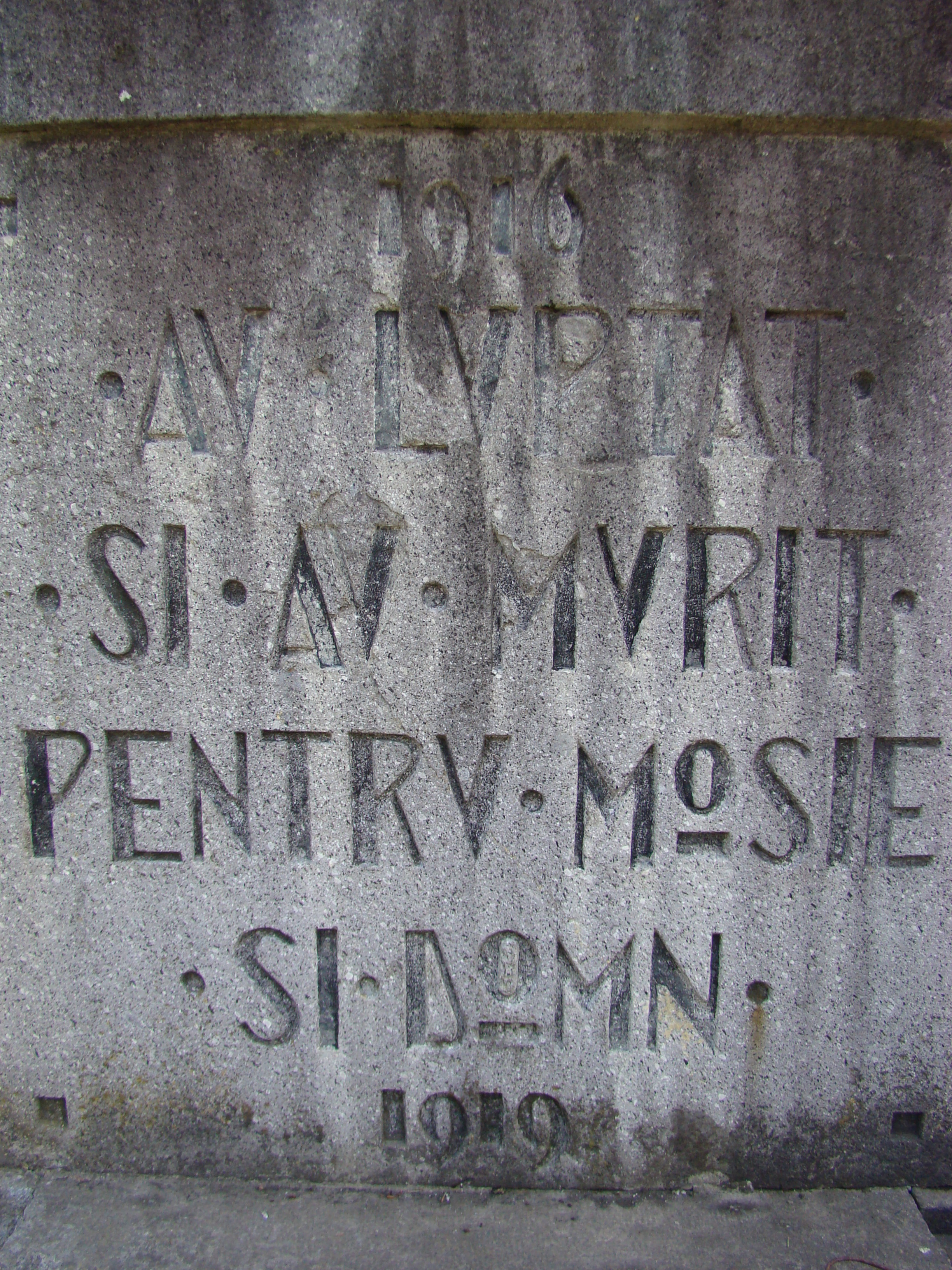
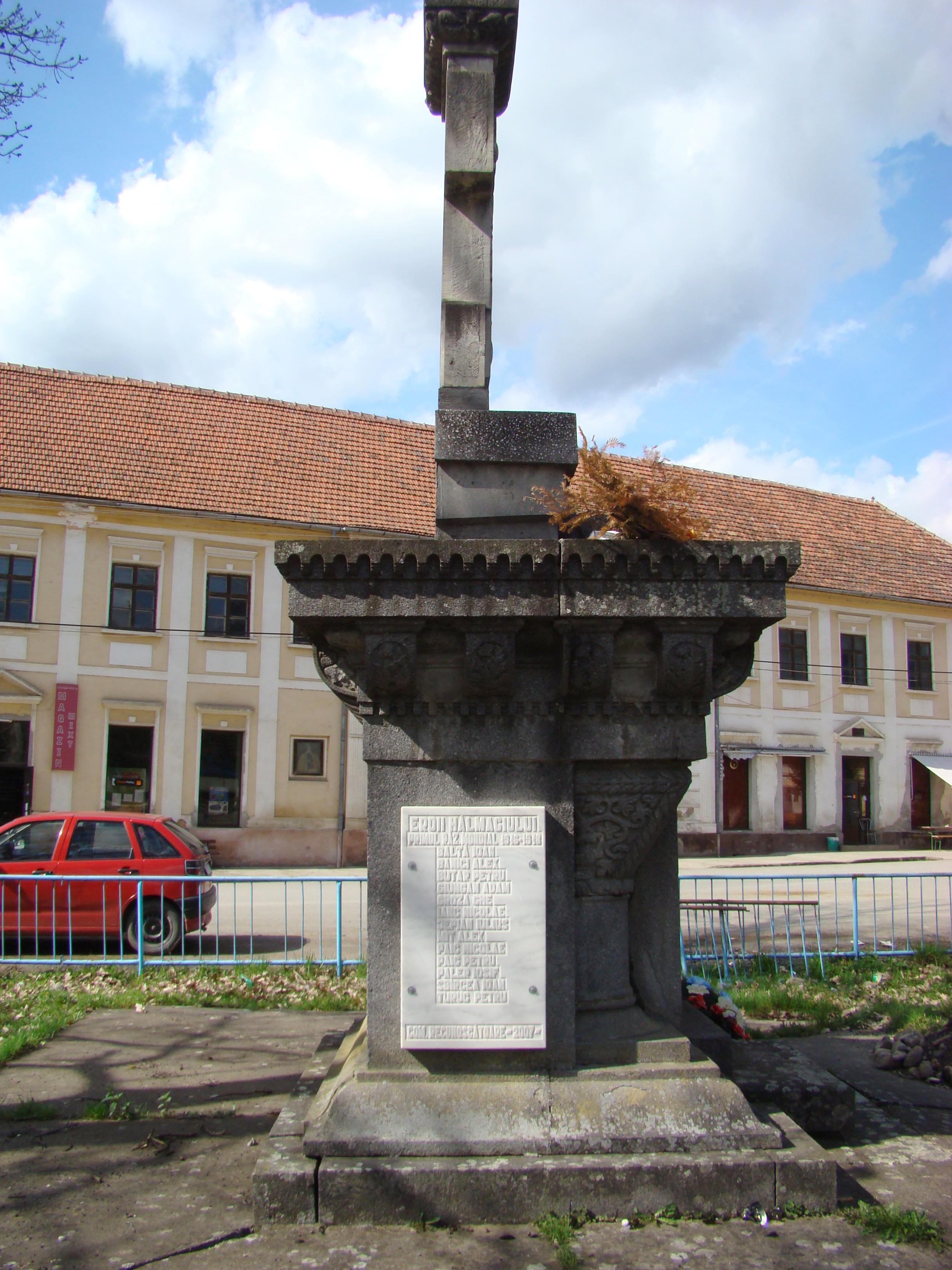
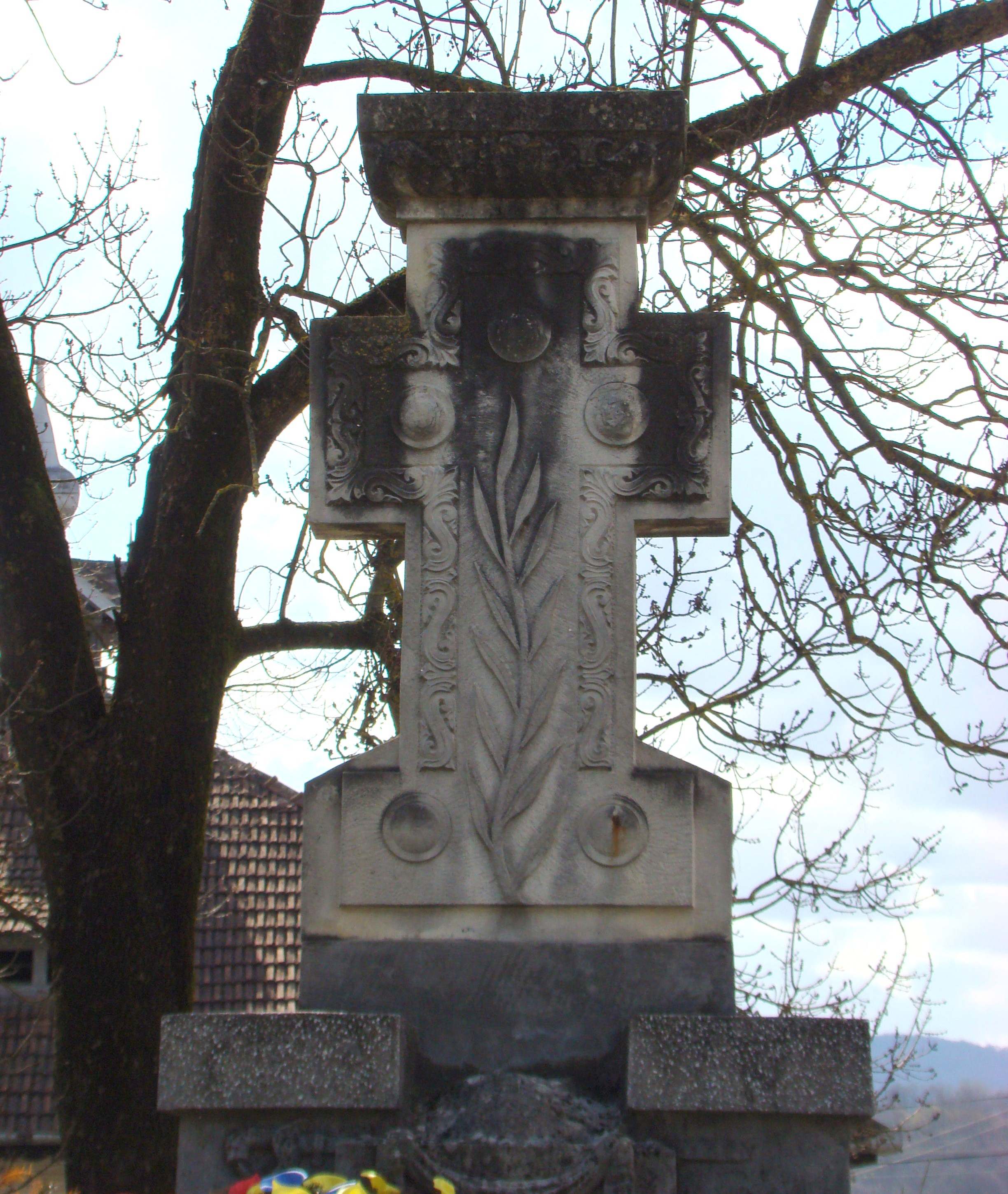